# (25030) 1998 QL29
(25030) 1998 QL29 es un asteroide perteneciente al cinturón de asteroides, descubierto el 22 de agosto de 1998 por el equipo del Beijing Schmidt CCD Asteroid Program desde la Estación Xinglong, Hebei, China.

## Designación y nombre
Designado provisionalmente como 1998 QL29.

## Características orbitales
1998 QL29 está situado a una distancia media del Sol de 2,350 ua, pudiendo alejarse hasta 2,796 ua y acercarse hasta 1,904 ua. Su excentricidad es 0,190 y la inclinación orbital 4,264 grados. Emplea 1315,61 días en completar una órbita alrededor del Sol.
Pertenece a la familia de asteroides de (163) Erigone.

## Características físicas
La magnitud absoluta de 1998 QL29 es 15,04. Tiene 4,268 km de diámetro y su albedo se estima en 0,061.